# Aspidophorodon longicornutum
Aspidophorodon longicornutum (лат.) — вид тлей рода Aspidophorodon из подсемейства Aphidinae. Эндемики Китая (Shaanxi).

## Описание
Мелкие насекомые, длина около 1 мм. Дорзум тела с овальными скульптурами; срединный лобный бугорок выпуклый, полушаровидный, усиковые бугорки каждый с коротким пальцевидным отростком на внутренней вершине, ниже срединного лобного бугорка; средне-, заднеспинка и 1-4 тергиты брюшка с одной парой сильно черепитчатых и длинных роговидных краевых отростков; дорсальные щетинки брюшка длинные и толстые, на вершинах слегка вздутые, с отчётливыми щетинковидными бугорками. Этот вид питается на нижней стороне листьев Salix. Вид был впервые описан в 2022 году по типовым материалам из Китая. Голова с тремя отростками на лбу; дорзум тела разнообразно украшен морщинками, неправильной полигональной сетчатостью, овальными или полукруглыми скульптурными линиями, мелкими сосочковидными бугорками; трубочки длинные и ложковидные, широкие в основании, слегка вздутые дистально, без фланца.